# الموتى السائرون (الموسم 4)
الموسم الرابع من مسلسل الموتى السائرون، مسلسل رعب ودراما أمريكي عرض على قناة «AMC»، في 13 أكتوبر، 2013، واستمر لستة عشرة حلقة حتى 30 مارس، 2014.

## الممثلين والشخصيات

### شخصيات رئيسية
- أندرو لينكولن بدور ريك غرايمز بطل المسلسل، شرطي سابق من مقاطعة كينغ، في ولاية جورجيا
- نوررمان ريديس بدور ديرل ديكسن
- ستيف يون بدور غلين ري، فتى توصيل بيتزا سابق
- لورين كوهان بدور ماغي غرين، ابنة هيرشل الكبرى
- تشاندلر ريغس بدور كارل غرايمز، أبن ريك ولوري
- داناي غوريرا بدور ميشون
- ميليسا مكبرايد بدور كارول بيليتير، صديقة لوري المقربة منذ بدأ الأحداث
- سكوت ويلسون بدور هيرشل غرين، طبيب بيطري ومزارع
- ديفيد موريسي بدور فيليب بلايك «الحاكم»

### شخصيات ثانوية
- إيميلي كيني بدور بيث غرين، ابنة هيرشل الصغرى واخت ماغي
- تشاد إل. كولمان بدور تايريس ويليامز
- سونيكوا مارتن غرين بدور ساشا ويليامز
- لورنس غيليارد بدور بوب ستوكي

## الحلقات
طالع أيضاً: قائمة حلقات الموتى السائرون
| التسلسل الإجمالي | تسلسل الموسم | عنوان الحلقة "بالإنجليزية"    | إخراج                | كتابة                       | تاريخ العرض    | عدد المشاهدين (بالمليون) |
| ---------------- | ------------ | ----------------------------- | -------------------- | --------------------------- | -------------- | ------------------------ |
| 36               | 1            | «30 Days Without an Accident» | غريغ نيكوتيرو        | سكوت إم. إغيمبل             | 13 أكتوبر 2013 | 16.11                    |
| 37               | 2            | «Infected»                    | غاي فيرلاند          | أنجيلا كانغ                 | 20 أكتوبر 2013 | 13.95                    |
| 38               | 3            | «Isolation»                   | دان ساكهايم          | روبرت كيركمان               | 27 أكتوبر 2013 | 12.92                    |
| 39               | 4            | «Indifference»                | تريشيا بروك          | ماثيو نيغريتي               | 3 نوفمبر 2013  | 13.31                    |
| 40               | 5            | «Internment»                  | ديفيد بويد           | تشانينغ بويل                | 10 نوفمبر 2013 | 12.20                    |
| 41               | 6            | «Live Bait»                   | مايكل أبيندال        | نيكول بياتي                 | 17 نوفمبر 2013 | 12.00                    |
| 42               | 7            | «Dead Weight»                 | جيريمي بوديسوا       | كورتيس غوين                 | 24 نوفمبر 2013 | 11.29                    |
| 43               | 8            | «Too Far Gone»                | إيرنيست ديكيرسون     | سيث هوفمان                  | 1 ديسمبر 2013  | 12.05                    |
| 44               | 9            | «After»                       | غريغ نيكوتيرو        | روبرت كيركمان               | 9 فبراير 2014  | 15.76                    |
| 45               | 10           | «Inmates»                     | تريشيا بروك          | ماثيو نيغريتي وتشانينغ بويل | 16 فبراير 2014 | 13.34                    |
| 46               | 11           | «Claimed»                     | سيث مان              | نيكول بياتي وسيث هوفمان     | 23 فبراير 2014 | 13.12                    |
| 47               | 12           | «Still»                       | جوليوس رامزي         | أنجيلا كانغ                 | 2 مارس 2014    | 12.61                    |
| 48               | 13           | «Alone»                       | إيرنيست ديكيرسون     | كورتيس غوين                 | 9 مارس 2014    | 12.65                    |
| 49               | 14           | «The Grove»                   | مايكل إي. ساترازيميس | سكوت إم. غيمبل              | 16 مارس 2014   | 12.87                    |
| 50               | 15           | «Us»                          | غريغ نيكوتيرو        | نيكول بياتي وسيث هوفمان     | 23 مارس 2014   | 13.47                    |
| 51               | 16           | «A»                           | مايكل ماكلارين       | سكوت إم. غيمبل وأنجيلا كانغ | 30 مارس 2014   | 15.68                    |

## الإصدار المنزلي
صدر الموسم الرابع من مسلسل الموتى السائرون على قرص مدمج (DVD وBlu-ray) في الولايات المتحدة وكندا في 26 أغسطس، 2014. 0

## وصلات خارجية
- الموقع الرسمي
- قائمة حلقات الموتى السائرون (الموسم 4)  على قاعدة بيانات الأفلام على الإنترنت